# 계성초등학교 (경기)
계성초등학교는 대한민국 경기도 평택시에 있는 공립 초등학교이다.

## 학교 연혁
- 1954. 04. 01 팽성국교 분리, 계성국민학교 설립인가
- 1969. 03. 01 대추분교 설립인가
- 1971. 03. 01 대추국민학교 분리(6학급 인가)
- 1981. 03. 01 병설유치원 1학급 개원
- 1989. 03. 01 대추분교장학급 관리 승인
- 1994. 04. 01 학교 전통 가꾸기 시 지정 시범학교 운영
- 1999. 03. 01 경기도교육청 학생 애향단 시범학교 지정
- 2000. 09. 01 대추분교, 본교로 통 폐합
- 2006. 03. 01 6학급 편성(유치원 1학급)
- 2013. 09. 01 제18대 나남균 교장선생님 부임
- 2014. 03. 01 2014학년도 초등학교 6학급 편성, 특수 1학급 편성, 유치원 1학급 편성
- 2015. 03. 01 2015학년도 초등학교 6학급 편성, 특수 1학급 편성, 유치원 1학급 편성

## 참고 자료
- 계성초등학교 - 한국교육학술정보원 학교알리미